# さよならが言えなくて
『さよならが言えなくて〜子供たちに迫るドラッグの誘惑、夜回り先生の苦悩〜』（さよならがいえなくて〜こどもたちにせまるドラッグのゆうわく、よまわりせんせいのくのう〜）は、2009年9月18日の20:00 - 21:48（JST）に、ABCが制作し、テレビ朝日系列にて放映された単発スペシャルのテレビドラマ。ハイビジョン制作。視聴率10.6%。
原作は水谷修のノンフィクション『さよならが、いえなくて-助けて、哀しみから』。

## 概要
覚醒剤をテーマにした社会派ドラマ。寺脇康文にとって朝日系でのドラマ出演は『相棒』以来、谷村美月にとっては『必殺仕事人2009』以来（出演のない回もあった）となる。2009年11月3日(火)に再放送される。その際、(再)の字がなかった。

## キャスト
- 水谷修：寺脇康文
- 園田奈央（原作の“ジュン”）：谷村美月
- 近藤彰道：細山田隆人
- 近藤陽太：泉澤祐希
- 永島光二：石田卓也
- 門倉将一：益岡徹
- 秋野忠則：大河内浩
- 暴力団神江組組長：上田耕一
- 園田良美：片平なぎさ

- 佐野圭亮、剛たつひと、内谷正文、大野百花、青柳塁斗、田中登志男哉、吉沢眞人、今吉祥子、村永奈緒
- 針原滋、松田ジロウ、中村玄悟、藤澤信泰、日暮玩具、大和田礼子、杉下絵美、たべひろのぶ、安藤彰則、橋本亜紀、中村朱寅、今村和代、木村清志、伊藤慎介、木下正史、堀越富三郎、溝口園枝、仙頭美和子、咲羽靖子、森久ともよ、植田ゆう希，村上悠介，吉川大樹，柴崎一輝，首藤勇星，山瀬翔太，青野涼斗，吉瀬聖哉，小野貴紀，田中宏明 、小沼伸吾

## スタッフ
- 原作：『さよならが、いえなくて-助けて、哀しみから』（水谷修・生徒ジュン著　日本評論社刊）
- 脚本：神山由美子
- 監督：中原俊
- 音楽：大八木伸幸
- VFX：ナイス・デー
- 劇用刺青：田中光司
- スタント・コーディネイト：髙橋伸稔
- 技術協力：テイクシステムズ
- 美術協力：舞クリエーション
- 編集・MA：映広
- 音響効果：メディアハウスサウンドデザイン
- 制作協力：国際放映
- ロケ協力：常総フィルムコミッション、つちうらフィルムコミッション、大源太観光協会、湯沢町観光協会、青梅鉄道公園　ほか
- 企画協力：小学館
- 監修・資料提供：厚生労働省関東信越厚生局麻薬取締部
- 資料協力：岩井喜代仁（茨城DARC）
- 協力：川阪実由貴（エムケイツー）
- プロデューサー：深沢義啓（ABC）、安井一成（ABC）、名取禎（ウッドオフィス）、志村彰（The icon）、高橋史典（The icon）
- 制作：ABC、ウッドオフィス、The icon